# Jacek Olter (album)
Jacek Olter – wydawnictwo CD/DVD z 2006 roku, dokumentujące projekt audiowizualny będący hołdem dla tragicznie zmarłego Jacka Oltera (1972–2001), perkusisty związanego z trójmiejską sceną yassową. Przy nagraniu 21 utworów, które znalazły się na płycie, wykorzystano archiwalne ścieżki perkusji nagrane przez Oltera w 1999 roku, podczas nagrywania płyty 100 lat undergroundu zespołu Kury.
Na płycie DVD znalazł się film Olter Krystiana Matyska, cztery teledyski, reportaż radiowy Małgorzaty Żerwe „Koncert bez Jacka” zrealizowany dla Radia Gdańsk w roku 2001 i galerie zdjęć.

## Spis utworów
1. „U boku królowej” – Tomasz Gwinciński – 3:16
2. „Ikar Ltd.” – Leszek Możdżer – 1:51
3. „Lookin` for Kusto” – Tymon Tymański – 4:42
4. „Brother on the Drums” – Dariusz Makaruk – 5:25
5. „choćby Armagedon, ja idę się kąpać...” – Olter & Arhythmic Perfection (invisible band) – 4:43
6. „Serpent Transparent” – Mikołaj Trzaska – 4:09
7. „Salto mortale” – Michał Gos – 2:15
8. „Zero gravity” – Skalpel – 3:45
9. „Pedał z Chechła” – Jacek Bieleński – 3:10
10. „Piosenka budząca nadzieję” – Ludzie – 3:28
11. „Pływa w płynie myślowym” – Anna Lasocka  – 3:18
12. „Desire” – Marzena Komsta – 3:26
13. „Olternate take” – Adam Pierończyk – 3:04
14. „1996” – Robert Brylewski & Piotr Pawlak – 4:34
15. „Wyłączmnie” – Czarne Ciasteczka z Budyniem – 2:49
16. „Ko” – Maciej Cieślak – 3:21
17. „Klara” – Olo Walicki – 6:33
18. „Widzieć” – Wojtek Kucharczyk & Leszek Możdżer – 2:16
19. „Wadżra Guru” – Antoni Gralak, Piotr Pawlak – 2:54
20. „Falowiec 3000” – Grzegorz Nawrocki – 3:54
21. „Voyage” – Paul Wirkus feat. Mikołaj Trzaska – 4:11

## Twórcy
- Jacek Olter – instrumenty perkusyjne, muzyka, dream-drum (5)
- Paul Wirkus – syntezator, muzyka (21)
- Laura Riding – tekst (1)
- Tadeusz Pióro – tłumaczenie (1)
- Robert Brylewski – muzyka, bas, gitara, idea (14)
- Adam Pierończyk – saksofon tenorowy (4), muzyka, saksofon sopranowy i tenorowy, elektronika (13)
- Marzena Komsta – fortepian, głos, rhins, real-time software/Max/MSP/, inne przetworzenia (12), fortepian, szklanka (15)
- Anna Lasocka – głos, gitara quasi basowa, dźwięki różne (11)
- Tomasz Ziętek – trąbka, klawisz (10)
- Wojciech Mazolewski
- M.Bunio.S – wokale, bas, elektronika, syntezator, programowanie (10)
- MC Marsija (Marta Plebańczyk) – wokal (10)
- Piotr Pawlak – inne dźwięki, pomysł, aranżacja (9)
- Marcin Świetlicki – słowa, głos (15)
- Jacek Szymkiewicz – głos (15)
- Paweł Nowicki – wibrafon, klawisze (20)
- Grzegorz Nawrocki – słowa, muzyka, śpiew, gitara akustyczna (20)
- Antoni Gralak – trąbka (15), głos (19)
- Maciej Sikała
- Olo Walicki – kontrabas (3, 17), syrenki (17)
- Maciej Cieślak – muzyka, mlaskanie, cymbałki, gitara (16)
- Antoni Gralak – sekcja dęta (9)
- Grzegorz Dyduch – muzyka (15)
- Wojtek Kucharczyk
- glennSKii – tekst, wokal (4)
- Dariusz Makaruk – programowanie, sampling, elektronika (4)
- Tymon Tymański – gitara (3)
- Leszek Możdżer – fortepian (2, 18), muzyka (2), hammond (17)
- Tomasz Gwinciński – gitara, muzyka (1)
- Martin Franken – gamelan (1)
- Grzegorz Ufnal – głos (1)
- Orkiestra Wodna (1)
- Jacek Majewski – perkusja (5)
- Sławek Janicki – double bass (5)
- Jacek Bieleński – słowa, recytacja (9)
- Michał Gos – muzyka (7)
- Marcin Oleś – kontrabas (6)
- Mikołaj Trzaska – klarnet basowy (6, 15, 21)
- Asia Charchan – fortepian (5)
- Wojtek Kucharczyk – preparowanie perkusji, inne dźwięki (9), elektronika i konstrukcja (18)
- Jerzy Mazzoll – klarnet, koncept, aranż (5)

### Produkcja i mastering
- Maciej Cieślak – inżynieria, produkcja (16)
- Michał Czerw – nagranie i mix
- Michał Gos – produkcja (7)
- Anna Lasocka – realizacja (11)
- Marcin Malinowski – asystent realizatora
- Jarogniew Milewski – mix (6)
- Skalpel (Marcin Cichy, Igor Pudło) – dodatkowa produkcja (8)
- Joseph Suchy – mastering
- Piotr Pawlak – produkcja

### Miejsca nagrań
Większość nagrań została zarejestrowana w studio Radia Gdańsk w dniach 6-8 sierpnia i 22-23 sierpnia 2004 roku
- 3 – nagrano 16 listopada 2004 w Biodro Studio Gdańsk
- 6 – nagrano 16-17 sierpnia 2004 w studio w Pustkach Cisowskich (w nagraniu wykorzystano zapis z solowego koncertu Mikołaja Trzaski na Dworcu Głównym w Gdańsku 5 września 2003)
- 7 – w Studio Iziphonics w Warszawie, wrzesień 2004
- 11 – zrealizowano w studio im. Adama Mickiewicza w Sopocie
- 12 – zrealizowano w Biodro Studio Gdańsk
- 16 – nagrano 15 sierpnia 2004 w studio im. Adama Mickiewicza w Sopocie
- 17 – nagrano w Studio RG (realizacja Michał Czerw) oraz w Biodro Studio Gdańsk (realizacja Tymon Tymański)
- 21 – nagrano w sierpniu 2004 w Kolonii i w Gdańsku.

W nagraniu "1996" wykorzystano fragmenty nagrań z wspólnej trasy Miłości i Lestera Bowiego z 1996 roku.
Zgranie odbyło się 6-7 listopada i 14-15 listopada 2004 roku.